# 74e Golden Globe Awards
De 74e Golden Globe Awards, waarbij prijzen werden uitgereikt in verschillende categorieën voor de beste films en televisieprogramma's van 2016, vonden plaats op 8 januari 2017 in het Beverly Hilton Hotel in Beverly Hills, Californië. De ceremonie werd gepresenteerd door de komiek Jimmy Fallon. De nominaties werden bekendgemaakt op 12 december 2016.

## Genomineerden en winnaars, film

### Beste dramafilm
- Moonlight
  - Hacksaw Ridge
  - Hell or High Water
  - Lion
  - Manchester by the Sea

### Beste komische of muzikale film
- La La Land
  - 20th Century Women
  - Deadpool
  - Florence Foster Jenkins
  - Sing Street

### Beste regisseur
- Damien Chazelle – La La Land
  - Tom Ford – Nocturnal Animals
  - Mel Gibson – Hacksaw Ridge
  - Barry Jenkins – Moonlight
  - Kenneth Lonergan – Manchester by the Sea

### Beste acteur in een dramafilm
- Casey Affleck – Manchester by the Sea
  - Joel Edgerton – Loving
  - Andrew Garfield – Hacksaw Ridge
  - Viggo Mortensen – Captain Fantastic
  - Denzel Washington – Fences

### Beste actrice in een dramafilm
- Isabelle Huppert – Elle
  - Amy Adams – Arrival
  - Jessica Chastain – Miss Sloane
  - Ruth Negga – Loving
  - Natalie Portman – Jackie

### Beste acteur in een komische of muzikale film
- Ryan Gosling – La La Land
  - Colin Farrell – The Lobster
  - Hugh Grant – Florence Foster Jenkins
  - Jonah Hill – War Dogs
  - Ryan Reynolds – Deadpool

### Beste actrice in een komische of muzikale film
- Emma Stone – La La Land
  - Annette Bening – 20th Century Women
  - Lily Collins – Rules Don't Apply
  - Hailee Steinfeld – The Edge of Seventeen
  - Meryl Streep – Florence Foster Jenkins

### Beste mannelijke bijrol
- Aaron Taylor-Johnson – Nocturnal Animals
  - Mahershala Ali – Moonlight
  - Jeff Bridges – Hell or High Water
  - Simon Helberg – Florence Foster Jenkins
  - Dev Patel – Lion

### Beste vrouwelijke bijrol
- Viola Davis – Fences
  - Naomie Harris – Moonlight
  - Nicole Kidman – Lion
  - Octavia Spencer – Hidden Figures
  - Michelle Williams – Manchester by the Sea

### Beste script
- La La Land – Damien Chazelle
  - Nocturnal Animals – Tom Ford
  - Moonlight – Barry Jenkins en Tarell Alvin McCraney
  - Manchester by the Sea – Kenneth Lonergan
  - Hell or High Water – Taylor Sheridan

### Beste filmmuziek
- Justin Hurwitz – La La Land
  - Nicholas Britell – Moonlight
  - Jóhann Jóhannsson – Arrival
  - Dustin O'Halloran en Hauschka – Lion
  - Hans Zimmer, Pharrell Williams en Benjamin Wallfisch – Hidden Figures

### Beste filmsong
- "City of Stars" (Justin Hurwitz, Pasek and Paul) – La La Land
  - "Can't Stop the Feeling!" (Max Martin, Shellback en Justin Timberlake) – Trolls
  - "Faith" (Ryan Tedder, Stevie Wonder en Francis Farewell Starlite) – Sing
  - "Gold" (Stephen Gaghan, Danger Mouse, Daniel Pemberton en Iggy Pop) – Gold
  - "How Far I'll Go" (Lin-Manuel Miranda) – Moana

### Beste buitenlandse film
- Elle ( Frankrijk)
  - Divines ( Frankrijk)
  - Neruda ( Chili)
  - The Salesman ( Iran/ Frankrijk)
  - Toni Erdmann ( Duitsland)

### Beste animatiefilm
- Zootopia
  - Kubo and the Two Strings
  - Moana
  - Ma vie de Courgette
  - Sing

### Films met meerdere nominaties
De volgende films ontvingen meerdere nominaties:
| Nominaties | Film                    | Gewonnen |
| ---------- | ----------------------- | -------- |
| 7          | La La Land              | 7        |
| 6          | Moonlight               | 1        |
| 5          | Manchester by the Sea   | 1        |
| 4          | Florence Foster Jenkins |          |
| 4          | Lion                    |          |
| 3          | Hacksaw Ridge           |          |
| 3          | Hell or High Water      |          |
| 3          | Nocturnal Animals       | 1        |
| 2          | 20th Century Women      |          |
| 2          | Arrival                 |          |
| 2          | Deadpool                |          |
| 2          | Elle                    | 2        |
| 2          | Fences                  | 1        |
| 2          | Hidden Figures          |          |
| 2          | Loving                  |          |
| 2          | Moana                   |          |
| 2          | Sing                    |          |

## Cecil B. DeMille Award
- Meryl Streep

## Genomineerden en winnaars, televisie

### Beste dramaserie
- The Crown
  - Game of Thrones
  - Stranger Things
  - This Is Us
  - Westworld

### Beste komische of muzikale serie
- Atlanta
  - Black-ish
  - Mozart in the Jungle
  - Transparent
  - Veep

### Beste miniserie of televisiefilm
- American Crime Story: The People v. O. J. Simpson
  - American Crime
  - The Dresser
  - The Night Manager
  - The Night Of

### Beste acteur in een dramaserie
- Billy Bob Thornton - Goliath als Billy McBride
  - Rami Malek - Mr. Robot als Elliot Alderson
  - Bob Odenkirk - Better Call Saul als James Morgan "Jimmy" McGill
  - Matthew Rhys - The Americans als Philip Jennings
  - Liev Schreiber - Ray Donovan als Raymond "Ray" Donovan

### Beste actrice in een dramaserie
- Claire Foy - The Crown als Queen Elizabeth II
  - Caitriona Balfe - Outlander als Claire Beauchamp Randall/Fraser
  - Keri Russell - The Americans als Elizabeth Jennings
  - Winona Ryder - Stranger Things als Joyce Byers
  - Evan Rachel Wood - Westworld als Dolores Abernathy

### Beste acteur in een komische of muzikale serie
- Donald Glover - Atlanta als Earnest "Earn" Marks
  - Anthony Anderson - Black-ish als Andre "Dre" Johnson Sr.
  - Gael García Bernal - Mozart in the Jungle als Rodrigo De Souza
  - Nick Nolte - Graves als Richard Graves
  - Jeffrey Tambor - Transparent als Maura Pfefferman

### Beste actrice in een komische of muzikale serie
- Tracee Ellis Ross - Black-ish als Dr. Rainbow "Bow" Johnson
  - Rachel Bloom - Crazy Ex-Girlfriend als Rebecca Nora Bunch
  - Julia Louis-Dreyfus - Veep als Selina Meyer
  - Sarah Jessica Parker - Divorce als Frances Dufresne
  - Issa Rae - Insecure als Issa Dee
  - Gina Rodriguez - Jane the Virgin als Jane Gloriana Villanueva

### Beste acteur in een miniserie of televisiefilm
- Tom Hiddleston - The Night Manager als Jonathan Pine
  - Riz Ahmed - The Night Of als Nasir "Naz" Khan
  - Bryan Cranston - All the Way als President Lyndon B. Johnson
  - John Turturro - The Night Of als John Stone
  - Courtney B. Vance - American Crime Story: The People v. O. J. Simpson als Johnnie Cochran

### Beste actrice in een miniserie of televisiefilm
- Sarah Paulson - American Crime Story: The People v. O. J. Simpson als Marcia Clark
  - Felicity Huffman - American Crime als Barbara "Barb" Hanlon
  - Riley Keough - The Girlfriend Experience als Christine Reade/"Chelsea Rayne"/"Amanda Hayes"
  - Charlotte Rampling - London Spy als Frances Turner
  - Kerry Washington - Confirmation als Anita Hill

### Beste mannelijke bijrol in een televisieserie, miniserie of televisiefilm
- Hugh Laurie - The Night Manager als Richard Onslow Roper
  - Sterling K. Brown - American Crime Story: The People v. O. J. Simpson als Christopher Darden
  - John Lithgow - The Crown als Winston Churchill
  - Christian Slater - Mr. Robot als Mr. Robot / Edward Alderson
  - John Travolta - American Crime Story: The People v. O. J. Simpson als Robert Shapiro

### Beste vrouwelijke bijrol in een televisieserie, miniserie of televisiefilm
- Olivia Colman - The Night Manager als Angela Burr
  - Lena Headey - Game of Thrones als Cersei Lannister
  - Chrissy Metz - This Is Us als Kate Pearson
  - Mandy Moore - This Is Us als Rebecca Pearson
  - Thandie Newton - Westworld als Maeve Millay

### Series met meerdere nominaties
De volgende series ontvingen meerdere nominaties:
| Nominaties | Serie                                             | Gewonnen |
| ---------- | ------------------------------------------------- | -------- |
| 5          | American Crime Story: The People v. O. J. Simpson | 2        |
| 4          | The Night Manager                                 | 3        |
| 3          | Black-ish                                         | 1        |
| 3          | The Crown                                         | 2        |
| 3          | The Night Of                                      |          |
| 3          | This Is Us                                        |          |
| 3          | Westworld                                         |          |
| 2          | American Crime                                    |          |
| 2          | Atlanta                                           | 2        |
| 2          | Game of Thrones                                   |          |
| 2          | Mozart in the Jungle                              |          |
| 2          | Mr. Robot                                         |          |
| 2          | Stranger Things                                   |          |
| 2          | The Americans                                     |          |
| 2          | Transparent                                       |          |
| 2          | Veep                                              |          |